# 編集
編集（へんしゅう）とは、書物（書籍や雑誌）・文章・映画・ラジオ番組・テレビ番組・動画などの仕分け素材を、取捨選択、構成、配置、関連づけ、調整などの作業をすることである。
古くから「編輯」「編緝」などの表記があり、特に戦前は「編輯」の表記が多かったが、当用漢字制定後に「編集」に統一された。当用漢字に「輯」の字がなく、似たような意味で同音の字である「集」（「輯」の新字体ではなく、全く別の字）に置き換えたためである（これを「俗用書換え」という）。なお書物の編集においては、全集や辞典・百科事典など大部なものを対象とするときは「編纂（へんさん）」、また歴史書・教科書などを対象とするときは「編修（へんしゅう）」の表記を使うことがある。
転じて、編集をやり直すことや既存のものに変更を加える（改訂）ことをも編集ということもある。特にコンピュータ関連では、既存のファイルの一部（あるいは全部）を変更することを「ファイルを編集する」と言い表す。ウィキペディア内で散見する「記事（あるいはページ）を編集」と訳される英単語は、editのほかにcompile、redaction、revisionなどがある。
動画編集ソフトウェアはVFXなどの特殊効果など映画用語でいう編集を超えた機能を備えている。そのため、一般的な動画用語ではそれらを含み編集と呼んでいる。
狭義の編集作業
狭義の編集作業（英語: edit）としては、著作物の修正・註記・改変・削除などがある。編集者が行う業務であり、編集部註などとあるのは、この編集である。
映画の場合、既に撮影された素材から取捨選択・並べなおしを行い、（音声を除いて）最終的な映画作品に完成させる行為である。この「編集権」が誰に属するかで紛糾が起きる場合が多い（現在のハリウッド映画においては、最終的な編集権はほとんどスタジオ側が持っており、監督の意向が無視されることもしばしばである。そのため、のちに独自の「ディレクターズ・カット版」などが上映・発売される場合がある）。
編纂
編纂（英語: compile）とは素材を集めて取りまとめる作業を指す。著作物一般に関して手を加えず、印刷物をはじめとする成果物を作る目的で行なわれる、編集・改訂・校訂の行為、またはそのプロセスのこと。または、編集・改訂・校訂の成果としてできあがった改訂版の現物を指して言う言葉。redaction と reduction は別の英単語であるので、混同しないように注意する必要がある。一般的には、オーディオにおけるノイズリダクションは、noise reduction であって、noise redaction ではない。reduction（縮小・削減・低下という意味）は reduce（減らすという意味）という動詞から派生した名詞である。noise reduction の意味は、ノイズを減らすことである。

## 編集実務
編集実務（へんしゅうじつむ）とは、狭義の編集を行うだけではなく、企画立案から表装までも含む業務である。本（書籍・雑誌など）やパンフレットなどの刊行物の生産に当たって、内容の編集そのものだけでなく、企画から原稿依頼・原稿整理・校正・割付（レイアウト）・装幀なども含む実務作業一般を指す。
編集実務が職業として独立するのは日本では明治時代以降で、それ以前は著作家と編集実務を担当する「編集者」は未分化であった。現代においては、職務の幅が広くなり、出版業界における編集者は、単に原稿のやりとりをしたり印刷・製本工程に指示を与えるだけではなく、企画立案から、著者に資料提供や助言をおこない、プロデューサー的な役務をもこなす職業となっている。
書籍（などのテキスト）の編集実務は、映像・音楽の編集と違って何らかの特殊な機材（や、ソフトウェア）が必要なわけではない。無論、本づくりのための知識（印刷や用紙、流通について）や小道具（紙の本を作るならば定規や、級数表・歯送り表など）は必要だが、それはbookmaking的な編集のためのものであって、editingな編集作業の本質は、純粋に編集者の脳内に存在する。他の分野の編集でも無論その側面はあるが、「手元になにもなくてもできる」という意味で、その傾向が特に強いと言える。
一冊、または一企画を総合的に編集する組織として編集プロダクションがある。